# Andrés Rodales
Carlos Andrés Rodales Ramírez, noto semplicemente come Andrés Rodales (Durazno, 27 giugno 1986), è un calciatore uruguaiano, difensore del Durazno.

## Caratteristiche tecniche
È un terzino destro.

## Carriera
Cresciuto nel settore giovanile del Liverpool (M), in carriera ha disputato 61 presenze nel campionato argentino con le maglie di Tigre ed Atlético Rafaela ed oltre 200 nella massima divisione uruguaiana.

## Palmarès
- Campionato uruguaiano: 1

Peñarol: 2015-2016